# Amensalismo
L'amensalismo in ecologia è un tipo di interazione tra organismi diversi in cui uno impedisce e diminuisce il successo di un altro, senza però allo stesso tempo trarne né vantaggio né svantaggio. Questo può accadere se un organismo secerne un prodotto chimico come parte del suo normale metabolismo che ha un effetto negativo sul secondo organismo. Un esempio si ha in Penicillium, che secerne penicillina, un composto battericida. Un altro esempio è la pianta Juglans nigra la cui radice secerne un composto (juglone) che danneggia o uccide le piante nell'area circostante.